# Walkeriana compacta
Walkeriana compacta är en insektsart som beskrevs av Green 1896. Walkeriana compacta ingår i släktet Walkeriana och familjen pärlsköldlöss.
Artens utbredningsområde är Sri Lanka. Inga underarter finns listade i Catalogue of Life.